# Daysville (Illinois)
Pour les articles homonymes, voir Daysville.
Daysville est communauté incorporée du comté d'Ogle dans l'Illinois.

## Toponymie
La communauté porte le nom du colonel Jehiel Day, un des premiers colons dans le village.

## Géographie
Daysville est situé dans le Township d'Oregon-Nashua. La communauté est aussi sise aux abords de la rivière Rock, au sud-est d'Oregon, le siège de comté.

## Histoire
Le bureau de poste a été inauguré en 1839 et a été en opération jusqu'en 1900, date de sa fermeture. L'église Lighthouse United Methodist Church, dont la paroisse a été fondée en 1846, a célébré ses 175 ans de service avec une messe spéciale le 18 septembre 2011 à 9:00. La première église avait été construite en 1846 pour remplacer le Roe Cabin, construit en 1836. La maison en bois rond construite par le docteur John Roe et sa femme Elizabeth servait alors de lieu de culte temporaire et une lumière placée dans la fenêtre de la demeure permettait aux passants de se retrouver lors de tempêtes. Lorsque la première église a été construite, elle a pris le nom de Lighthouse pour commémorer le Roe Cabin. Cette première église a été démolie pour faire place à une autre, faite en briques, en 1876, lieu de culte qui a duré jusqu'au dimanche 3 avril 1932, où le bâtiment a brûlé. Elle se fait remplacer la même année par un édifice similaire, qui dure jusqu'à ce jour.